# Pat Freiermuth
Patrick John Freiermuth (Merrimac, Massachussetts, 25 de octubre de 1998) más conocido como Pat Freiermuth, es un jugador profesional estadounidense de fútbol americano que se desempeña en la posición de tight end en Pittsburgh Steelers, equipo de la National Football League (NFL).

## Carrera
Fue seleccionado en la segunda ronda en la Reunión Anual de Selección de Jugadores de la NFL de 2021. Hizo su debut profesional con el equipo Pittsburgh Steelers, donde lleva jugando tres temporadas.